# Muhammad Ali
Muhammad Ali (născut sub numele Cassius Marcellus Clay, Jr.; n. 17 ianuarie 1942, Kentucky, SUA – d. 3 iunie 2016, Scottsdale, Arizona, SUA) a fost un boxer profesionist american, campion mondial la box. În anul 1974 a fost ales Sportivul anului din SUA, iar în 1999, Ali a fost desemnat „Sportivul secolului” de revista americană Sports Illustrated. El este considerat cel mai mare campion de box la categoria grea precum și unul din cei mai populari sportivi al tuturor timpurilor. Încă de la începutul carierei profesioniste el își spunea ca fiind The Greatest și ca printr-un miracol, chiar s-a adeverit.
A fost numit după tatăl său, Cassius Marcellus Clay, Sr. Și-a schimbat numele după anul 1961, când s-a convertit la Islam (inițial la mișcarea Nation of Islam, apoi la Sunnism, devenind ulterior adept al șeicului Hisham Kabbani). A început să se antreneze la vârsta de 12 ani, reușind la 22 de ani, în 1964, să câștige pentru prima dată titlul mondial la categoria supergrea într-un meci cu Sonny Liston. A mai câștigat titlul în 1974 și 1978.
În 1967, la trei ani după câștigarea titlului, Ali a refuzat înrolarea în Armata Statelor Unite pe motive religioase, opunându-se și implicării Statelor Unite ale Americii în Războiul din Vietnam. Guvernul american a refuzat să-l considere obiector de conștiință, din cauză că Ali (pe atunci membru al mișcării Nation of Islam) ar fi declarat că ar lupta într-un război dacă așa i-ar cere Allah sau mesagerul său (Elijah Muhammad, liderul mișcării Nation of Islam). A fost inițial arestat și găsit vinovat de eschivare de la serviciul militar, pierzându-și în aceeași zi și licența de boxer. Din această cauză nu a mai luptat timp de aproape patru ani, de la 23 la 27 de ani pierzând perioada de maximă performanță din cariera unui sportiv. Apelul său a ajuns până la Curtea Supremă a Statelor Unite, unde în 1971 s-a decis anularea condamnării, deoarece comisia de apel nu a oferit motivele pentru care nu a acceptat refuzul unui obiector de conștiință. Acest lucru l-a făcut pe Ali unul din reprezentații generației contraculturii.
Într-o perioadă în care majoritatea luptătorilor își lăsau managerii să vorbească în public, Ali, inspirat de wrestlerul „Gorgeous” George Wagner, capta întreaga atenție, fiind uneori provocator și adesea ironic și distractiv. A spus despre Frazier că era „prea prost pentru a fi campion”, despre Terrell că era un „Unchi Tom”, despre Patterson că era un „iepure” și despre Liston că îl va biciui „cum obișnuia taică-su să o facă”. Era principala voce a conferințelor de presă și a interviurilor, unde vorbea liber și despre probleme nelegate de box. Ali a preluat rolul și imaginea sportivului afro-american din America care își însușește mândria față de rasă, antagonizând albii majoritari. Conform scriitorului Joyce Carol Oates, el a fost unul din puținii sportivi care „definesc termenul de reputație publică”.
Despre viața și cariera lui s-au făcut filme, iar el însuși a fost distribuit ca actor în câteva pelicule, fiind portretizat, printre alții, de Will Smith în 2001, rol pentru care a fost nominalizat la Premiul Oscar. Un documentar recent, din 2013, „Procesele lui Muhammad Ali”, redă anii zbuciumați ai lui Ali care au urmat refuzul său de a se înrola în armata Statelor Unite, aflată în plin război cu Vietnamul.

## Rezultate în boxul profesionist
| 56 de victorii (37 prin knockout, 19 la puncte), 5 înfrângeri (4 la puncte, 1 TKO), 0 remize |                  |                     |                       |               |                    |                  |                             | |
| Rez.                                                                                         | Rezultat general | Adversar            | Type                  | Runda, timp   | Data               | Vârsta           | Locația                     | Note |
| Înfrângere                                                                                   | 56-5             | Trevor Berbick      | Decizie (unanim)      | 10 (10)       | 11 decembrie 1981  | 39 ani, 328 zile | Nassau, Bahamas             | "Drama in the Bahamas"                                                                                         |
| Înfrângere                                                                                   | 56-4             | Larry Holmes        | TKO (Corner Stoppage) | 10 (15)       | 2 octombrie 1980   | 38 ani, 259 zile | Las Vegas Valley            | A pierdut The Ring World Heavyweight title For WBC World Heavyweight title                                     |
| Victorie                                                                                     | 56-3             | Leon Spinks         | Decizie (unanim)      | 15 (15)       | 15 septembrie 1978 | 36 ani, 241 zile | New Orleans                 | A câștigat The Ring & WBA World Heavyweight titles; Vacated WBA title on 1979-09-06.                           |
| Înfrângere                                                                                   | 55-3             | Leon Spinks         | Decizie (split)       | 15 (15)       | 15 februarie 1978  | 36 ani, 29 zile  | Las Vegas                   | A pierdut The Ring, WBC & WBA World Heavyweight titles.                                                        |
| Victorie                                                                                     | 55-2             | Earnie Shavers      | Decizie (unanim)      | 15 (15)       | 29 septembrie 1977 | 35 ani, 255 zile | New York City               | A păstrat The Ring, WBC & WBA World Heavyweight titles.                                                        |
| Victorie                                                                                     | 54-2             | Alfredo Evangelista | Decizie (unanim)      | 15 (15)       | 16 mai 1977        | 35 ani, 119 zile | Landover, MD                | A păstrat The Ring, WBC & WBA World Heavyweight titles.                                                        |
| Victorie                                                                                     | 53-2             | Ken Norton          | Decizie (unanim)      | 15 (15)       | 28 septembrie 1976 | 34 ani, 255 zile | The Bronx, New York         | A păstrat The Ring, WBC & WBA World Heavyweight titles.                                                        |
| Victorie                                                                                     | 52-2             | Richard Dunn        | TKO                   | 5 (15)        | 24 mai 1976        | 34 ani, 128 zile | Germania de Vest            | A păstrat The Ring, WBC & WBA World Heavyweight titles.                                                        |
| Victorie                                                                                     | 51-2             | Jimmy Young         | Decizie (unanim)      | 15 (15)       | 30 aprilie 1976    | 34 ani, 104 zile | Landover, MD                | A păstrat The Ring, WBC & WBA World Heavyweight titles.                                                        |
| Victorie                                                                                     | 50-2             | Jean-Pierre Coopman | KO                    | 5 (15)        | 20 februarie 1976  | 34 ani, 34 zile  | San Juan, Puerto Rico       | A păstrat The Ring, WBC & WBA World Heavyweight titles.                                                        |
| Victorie                                                                                     | 49-2             | Joe Frazier         | TKO                   | 14 (15), 0:59 | 1 octombrie 1975   | 33 ani, 257 zile | Quezon City, Philippines    | "The Thrilla in Manila"; A păstrat The Ring, WBC & WBA World Heavyweight titles.                               |
| Victorie                                                                                     | 48-2             | Joe Bugner          | Decizie (unanim)      | 15 (15)       | 30 iunie 1975      | 33 ani, 164 zile | Kuala Lumpur, Malaysia      | A păstrat The Ring, WBC & WBA World Heavyweight titles.                                                        |
| Victorie                                                                                     | 47-2             | Ron Lyle            | TKO                   | 11 (15)       | 16 mai 1975        | 33 ani, 119 zile | Las Vegas                   | A păstrat The Ring, WBC & WBA World Heavyweight titles.                                                        |
| Victorie                                                                                     | 46-2             | Chuck Wepner        | TKO                   | 15 (15), 2:41 | 24 martie 1975     | 33 ani, 66 zile  | Richfield, OH               | A păstrat The Ring, WBC & WBA World Heavyweight titles.                                                        |
| Victorie                                                                                     | 45-2             | George Foreman      | KO                    | 8 (15), 2:58  | 30 octombrie 1974  | 32 ani, 286 zile | Kinshasa, Zair              | "The Rumble in the Jungle"; A câștigat The Ring, WBC & WBA World Heavyweight titles.                           |
| Victorie                                                                                     | 44-2             | Joe Frazier         | Decizie (unanim)      | 12 (12)       | 28 ianuarie 1974   | 32 ani, 11 zile  | New York City               | "Ali-Frazier II" A păstrat titlul NABF Heavyweight vacanted in 1974                                            |
| Victorie                                                                                     | 43-2             | Rudi Lubbers        | Decizie (unanim)      | 12 (12)       | 20 octombrie 1973  | 31 ani, 276 zile | Jakarta, Indonezia          | |
| Victorie                                                                                     | 42-2             | Ken Norton          | Decizie (split)       | 12 (12)       | 10 septembrie 1973 | 31 ani, 236 zile | Inglewood, CA               | A câștigat NABF Heavyweight title.                                                                             |
| Înfrângere                                                                                   | 41-2             | Ken Norton          | Decizie (split)       | 12 (12)       | 31 martie 1973     | 31 ani, 73 zile  | San Diego                   | Lost NABF Heavyweight title.                                                                                   |
| Victorie                                                                                     | 41-1             | Joe Bugner          | Decizie (unanim)      | 12 (12)       | 14 februarie 1973  | 31 ani, 28 zile  | Las Vegas                   | |
| Victorie                                                                                     | 40-1             | Bob Foster          | KO                    | 8 (12), 0:40  | 21 noiembrie 1972  | 30 ani, 309 zile | Stateline, NV               | A păstrat titlul NABF Heavyweight.                                                                             |
| Victorie                                                                                     | 39-1             | Floyd Patterson     | TKO                   | 7 (12)        | 20 septembrie 1972 | 30 ani, 247 zile | New York City               | A păstrat titlul NABF Heavyweight.                                                                             |
| Victorie                                                                                     | 38-1             | Alvin Lewis         | TKO                   | 11 (12), 1:15 | 19 iulie 1972      | 30 ani, 184 zile | Dublin, Irlanda             | |
| Victorie                                                                                     | 37-1             | Jerry Quarry        | TKO                   | 7 (12), 0:19  | 27 iunie 1972      | 30 ani, 162 zile | Las Vegas, NV               | A păstrat titlul NABF Heavyweight.                                                                             |
| Victorie                                                                                     | 36-1             | George Chuvalo      | Decizie (unanim)      | 12 (12)       | 1 mai 1972         | 30 ani, 105 zile | Vancouver, Canada           | A păstrat titlul NABF Heavyweight.                                                                             |
| Victorie                                                                                     | 35-1             | Mac Foster          | Decizie (unanim)      | 15 (15)       | 1 aprilie 1972     | 30 ani, 75 zile  | Tokyo, Japonia              | |
| Victorie                                                                                     | 34-1             | Jürgen Blin         | KO                    | 7 (12), 2:12  | 26 decembrie 1971  | 29 ani, 343 zile | Zürich, Elveția             | |
| Victorie                                                                                     | 33-1             | Buster Mathis       | Decizie (unanim)      | 12 (12)       | 17 noiembrie 1971  | 29 ani, 304 zile | Houston, TX                 | A păstrat titlul NABF Heavyweight.                                                                             |
| Victorie                                                                                     | 32-1             | Jimmy Ellis         | TKO                   | 12 (12), 2:10 | 26 iulie 1971      | 29 ani, 190 zile | Houston, TX                 | A câștigat vacant NABF Heavyweight title.                                                                      |
| Înfrângere                                                                                   | 31-1             | Joe Frazier         | Decizie (unanim)      | 15 (15)       | 8 martie 1971      | 29 ani, 50 zile  | New York City               | "The Fight of the Century"; A pierdut The Ring World Heavyweight title For WBA & WBC World Heavyweight titles  |
| Victorie                                                                                     | 31-0             | Oscar Bonavena      | TKO                   | 15 (15), 2:03 | 7 decembrie 1970   | 28 ani, 324 zile | New York City               | A păstrat The Ring World Heavyweight title.                                                                    |
| Victorie                                                                                     | 30-0             | Jerry Quarry        | TKO                   | 3 (15)        | 26 octombrie 1970  | 28 ani, 282 zile | Atlanta, GA                 | A păstrat The Ring World Heavyweight title.                                                                    |
| Suspended                                                                                    |                  |                     |                       |               |                    |                  |                             | |
| Victorie                                                                                     | 29-0             | Zora Folley         | KO                    | 7 (15), 1:48  | 22 martie 1967     | 25 ani, 64 zile  | New York City, NY           | A păstrat The Ring, WBC & WBA World Heavyweight titles; Stripped of titles on 04-28-1967.                      |
| Victorie                                                                                     | 28-0             | Ernie Terrell       | Decizie (unanim)      | 15 (15)       | 6 februarie 1967   | 25 ani, 20 zile  | Houston, TX                 | A păstrat The Ring and WBC World Heavyweight titles A câștigat WBA World Heavyweight title                     |
| Victorie                                                                                     | 27-0             | Cleveland Williams  | TKO                   | 3 (15)        | 14 noiembrie 1966  | 24 ani, 301 zile | Houston, TX                 | A păstrat The Ring & WBC World Heavyweight titles.                                                             |
| Victorie                                                                                     | 26-0             | Karl Mildenberger   | TKO                   | 12 (15)       | 10 septembrie 1966 | 24 ani, 236 zile | Frankfurt, Germania de Vest | A păstrat The Ring & WBC World Heavyweight titles.                                                             |
| Victorie                                                                                     | 25-0             | Brian London        | KO                    | 3 (15)        | 6 august 1966      | 24 ani, 201 zile | Londra, Anglia              | A păstrat The Ring & WBC World Heavyweight titles.                                                             |
| Victorie                                                                                     | 24-0             | Henry Cooper        | TKO                   | 6 (15), 1:38  | 21 mai 1966        | 24 ani, 124 zile | Londra, Anglia              | A păstrat The Ring & WBC World Heavyweight titles.                                                             |
| Victorie                                                                                     | 23-0             | George Chuvalo      | Decizie (unanim)      | 15 (15)       | 29 martie 1966     | 24 ani, 71 zile  | Toronto, Canada             | A păstrat The Ring & WBC World Heavyweight titles.                                                             |
| Victorie                                                                                     | 22-0             | Floyd Patterson     | TKO                   | 12 (15), 2:18 | 22 noiembrie 1965  | 23 ani, 309 zile | Las Vegas, NV               | A păstrat The Ring & WBC World Heavyweight titles.                                                             |
| Victorie                                                                                     | 21-0             | Sonny Liston        | KO                    | 1 (15), 2:12  | 25 mai 1965        | 23 ani, 128 zile | Lewiston, ME                | "Ali vs. Liston (II)" A păstrat The Ring & WBC World Heavyweight titles.                                       |
| Victorie                                                                                     | 20-0             | Sonny Liston        | TKO                   | 7 (15)        | 25 februarie 1964  | 22 ani, 39 zile  | Miami Beach, FL             | "Clay Liston I", A câștigat The Ring, WBA & WBC World Heavyweight titles; Stripped of WBA title on 06-19-1964. |
| Victorie                                                                                     | 19-0             | Henry Cooper        | TKO                   | 5 (10), 2:15  | 18 iunie 1963      | 21 ani, 152 zile | Londra, Anglia              | |
| Victorie                                                                                     | 18-0             | Doug Jones          | Decizie (unanim)      | 10 (10)       | 13 martie 1963     | 21 ani, 55 zile  | New York City               | |
| Victorie                                                                                     | 17-0             | Charley Powell      | KO                    | 3, 2:04       | 24 ianuarie 1963   | 21 ani, 7 zile   | Pittsburgh                  | |
| Victorie                                                                                     | 16-0             | Archie Moore        | TKO                   | 4 (10), 1:35  | 15 noiembrie 1962  | 20 ani, 302 zile | Los Angeles                 | |
| Victorie                                                                                     | 15-0             | Alejandro Lavorante | KO                    | 5 (10), 1:48  | 20 iulie 1962      | 20 ani, 184 zile | Los Angeles                 | |
| Victorie                                                                                     | 14-0             | Billy Daniels       | TKO                   | 7 (10), 2:21  | 19 mai 1962        | 20 ani, 122 zile | New York City               | |
| Victorie                                                                                     | 13-0             | George Logan        | TKO                   | 4 (10), 1:34  | 23 aprilie 1962    | 20 ani, 96 zile  | New York City               | |
| Victorie                                                                                     | 12-0             | Don Warner          | TKO                   | 4, 0:34       | 28 martie 1962     | 20 ani, 70 zile  | Miami Beach                 | |
| Victorie                                                                                     | 11-0             | Sonny Banks         | TKO                   | 4 (10), 0:26  | 10 februarie 1962  | 20 ani, 24 zile  | New York City               | |
| Victorie                                                                                     | 10-0             | Willi Besmanoff     | TKO                   | 7 (10), 1:55  | 29 noiembrie 1961  | 19 ani, 316 zile | Louisville, KY              | |
| Victorie                                                                                     | 9-0              | Alex Miteff         | TKO                   | 6 (10), 1:45  | 7 octombrie 1961   | 19 ani, 263 zile | Louisville, KY              | |
| Victorie                                                                                     | 8-0              | Alonzo Johnson      | Decizie (unanim)      | 10 (10)       | 22 iulie 1961      | 19 ani, 186 zile | Louisville, KY              | |
| Victorie                                                                                     | 7-0              | Duke Sabedong       | Decizie (unanim)      | 10 (10)       | 26 iunie 1961      | 19 ani, 160 zile | Las Vegas                   | |
| Victorie                                                                                     | 6-0              | LaMar Clark         | KO                    | 2 (10), 1:27  | 19 aprilie 1961    | 19 ani, 92 zile  | Louisville, KY              | |
| Victorie                                                                                     | 5-0              | Donnie Fleeman      | TKO                   | 7 (8)         | 21 februarie 1961  | 19 ani, 35 zile  | Miami Beach                 | |
| Victorie                                                                                     | 4-0              | Jim Robinson        | KO                    | 1 (8), 1:34   | 7 februarie 1961   | 19 ani, 21 zile  | Miami Beach, FL             | |
| Victorie                                                                                     | 3-0              | Tony Esperti        | TKO                   | 3 (8), 1:30   | 17 ianuarie 1961   | 19 ani, 0 zile   | Miami Beach                 | |
| Victorie                                                                                     | 2-0              | Herb Siler          | KO                    | 4 (8)         | 27 decembrie 1960  | 18 ani, 345 zile | Miami Beach                 | |
| Victorie                                                                                     | 1-0              | Tunney Hunsaker     | Decizie (unanim)      | 6 (6)         | 29 octombrie 1960  | 18 ani, 286 zile | Louisville, KY              | |

## Galerie

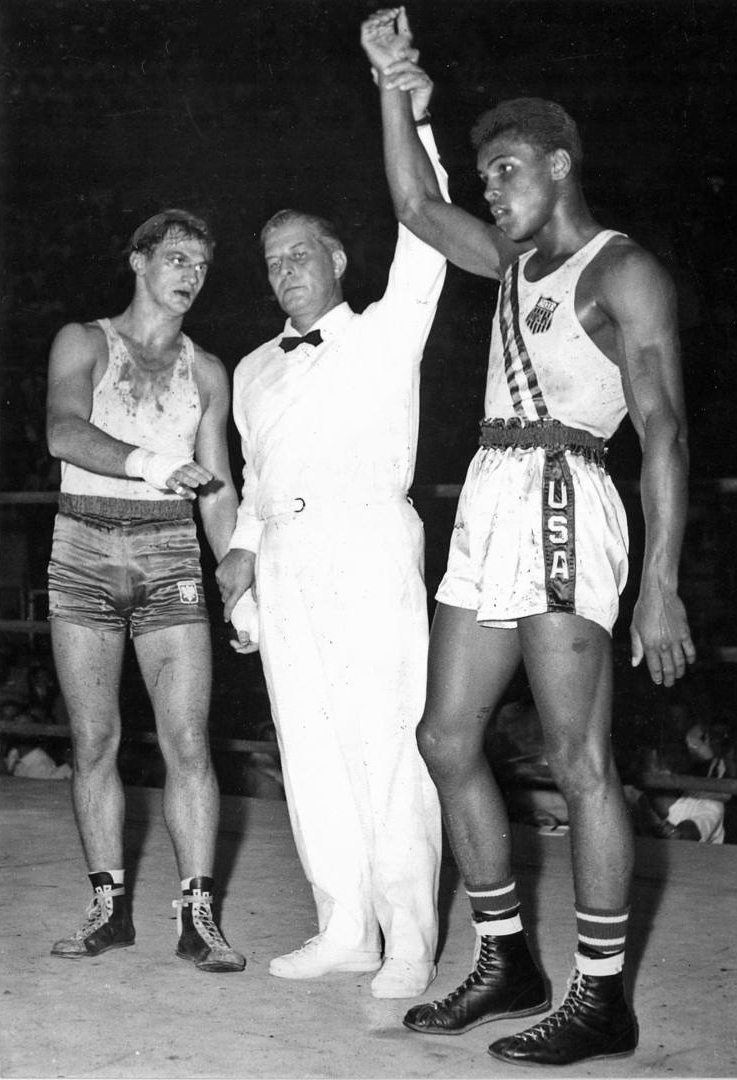
Zbigniew Pietrzykowski și Muhammad Ali la Jocurile Olimpice de vară din 1960
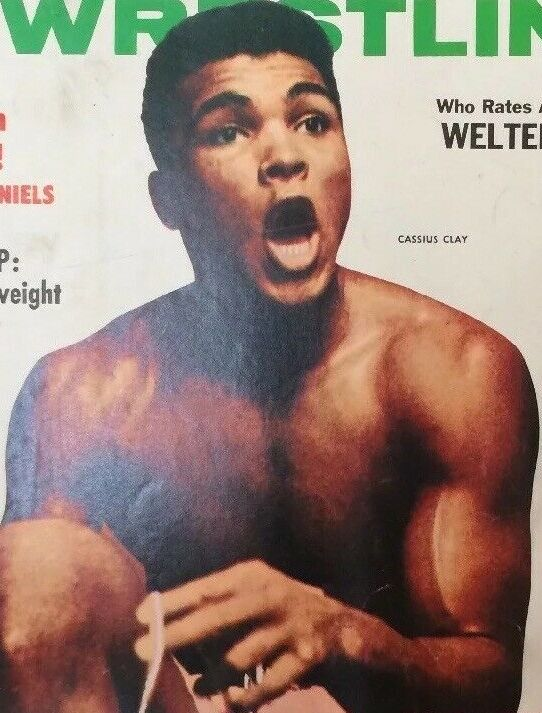
Ali pe coperta revistei Boxing & Wrestling, 1963
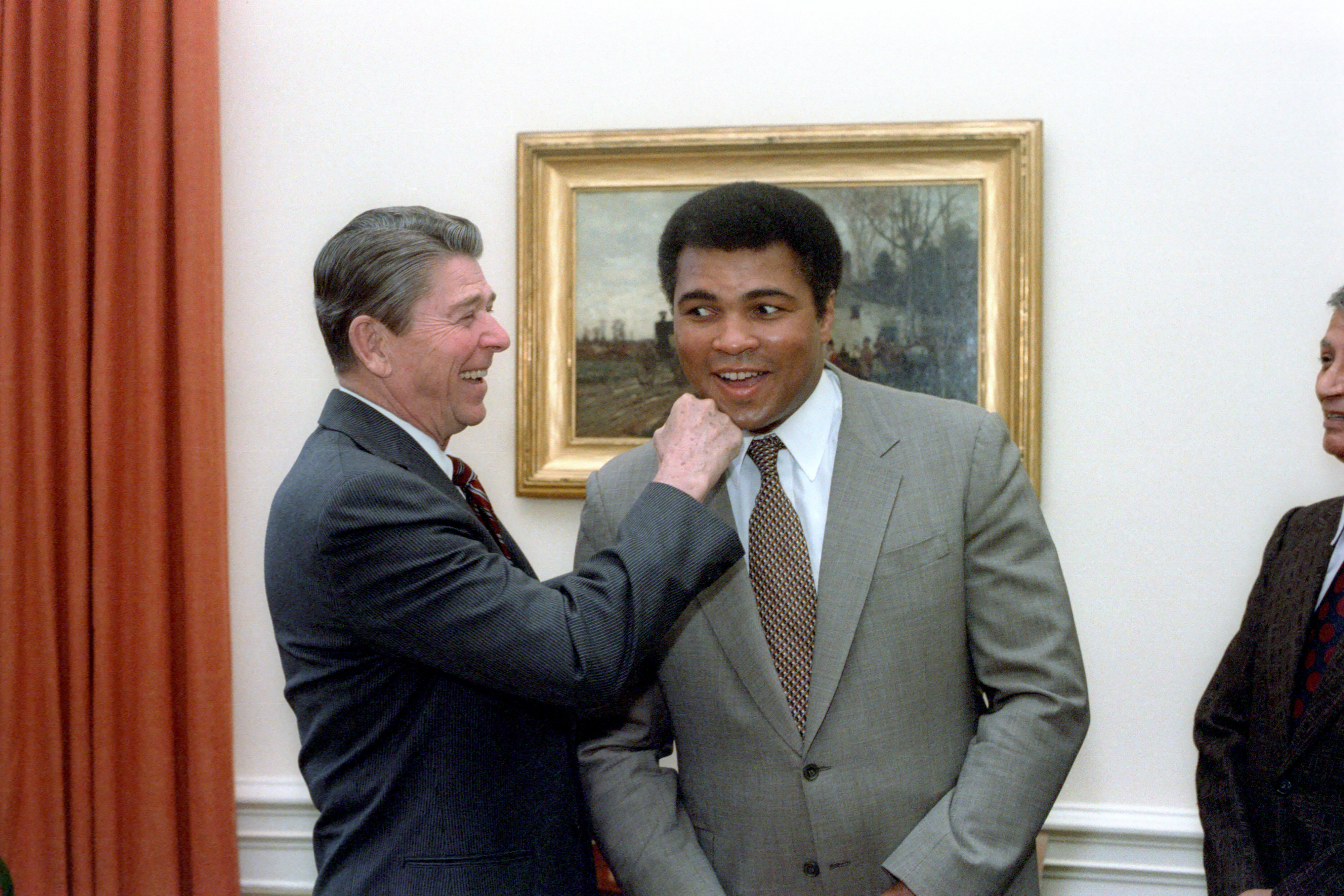
Ronald Reagan și Muhammad Ali în Biroul Oval al Casei Albe, 1983
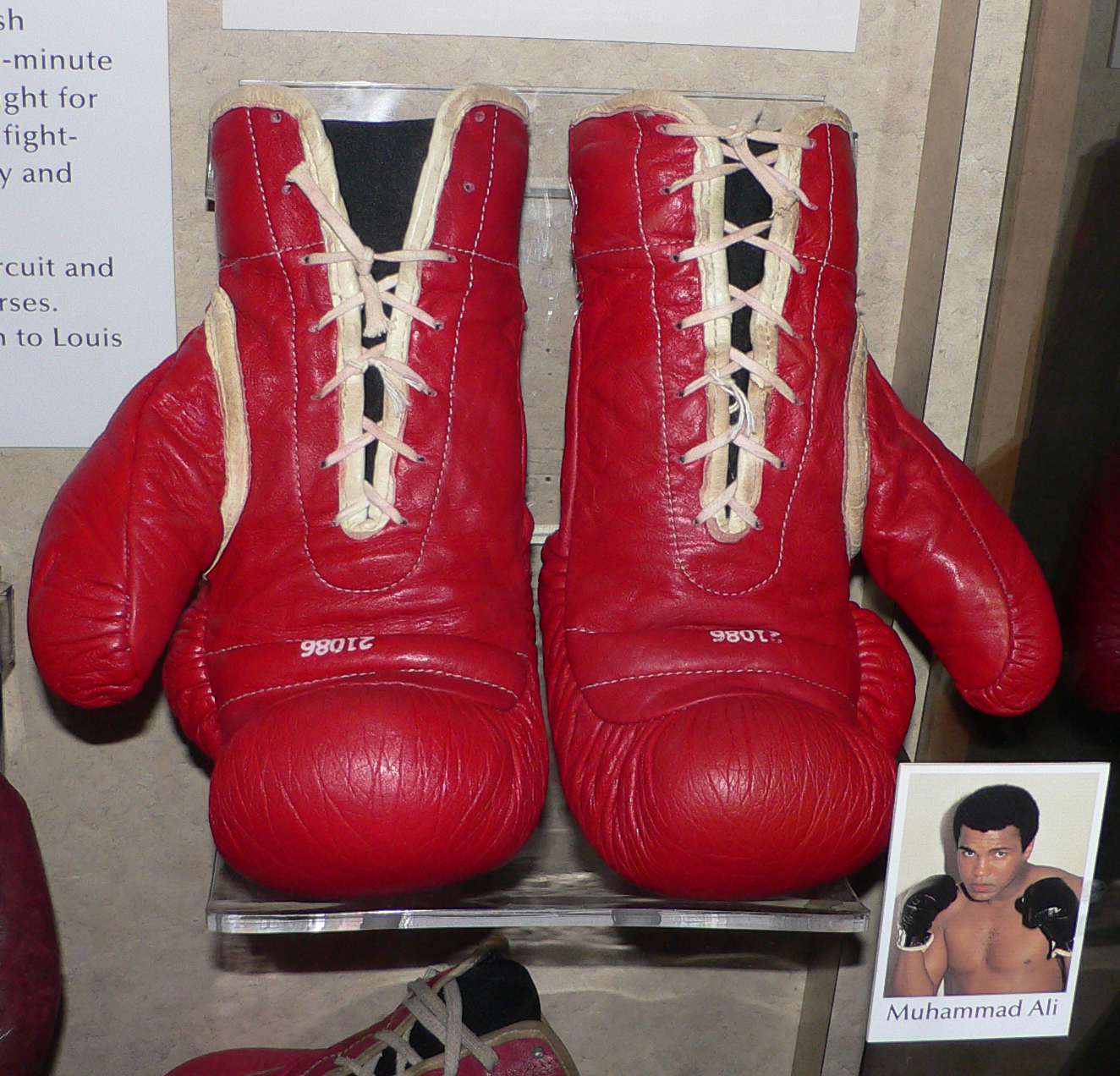
Mănuși de box aparținând lui Ali, expuse la Smithsonian National Museum of American History, Washington, D.C.
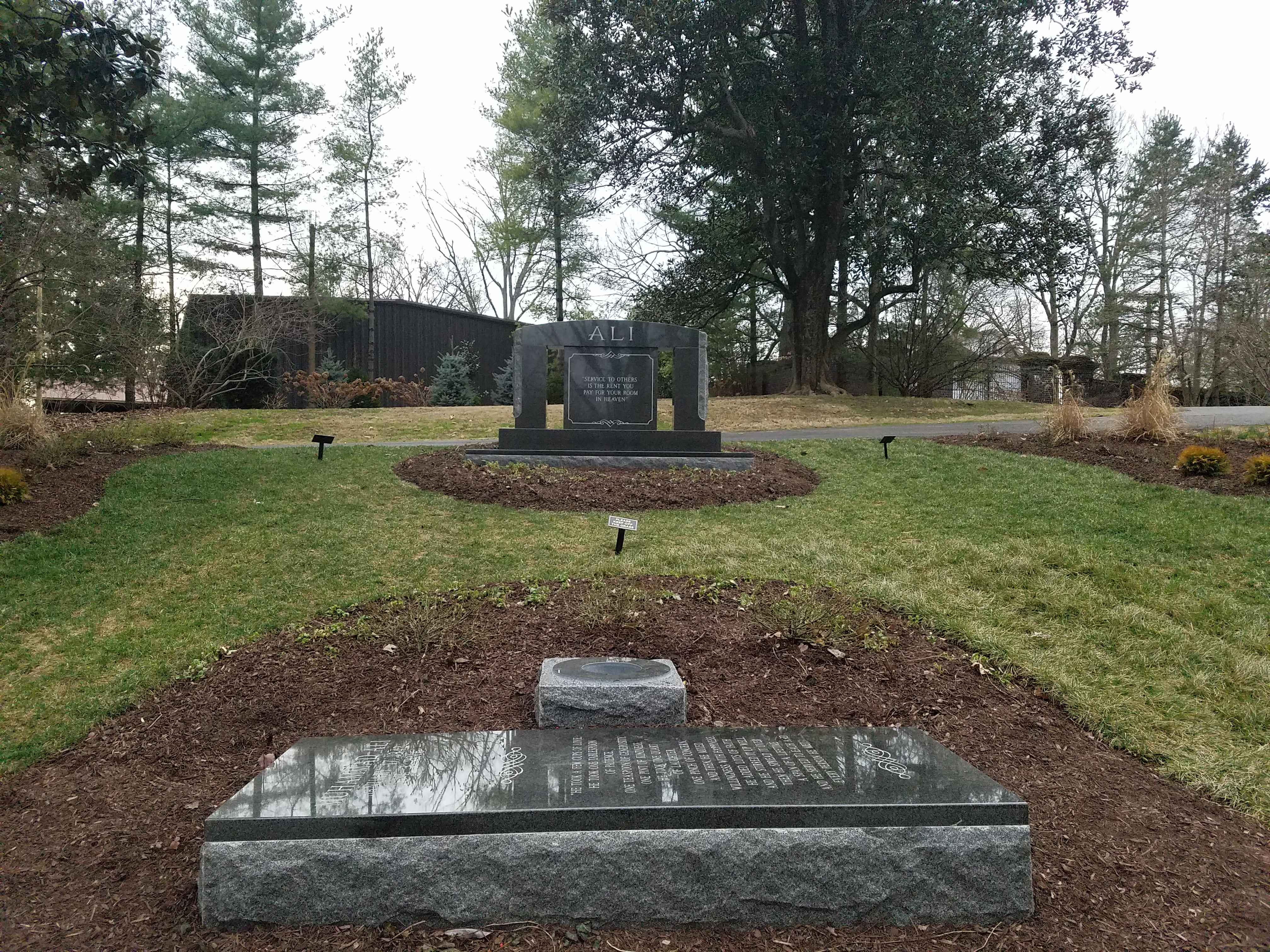
Mormântul lui Muhammad Ali, Louisville, Kentucky